# Sebastian Faißt
Sebastian Faißt (* 7. März 1988 in Aichhalden; † 3. März 2009 in Schaffhausen, Schweiz) war ein deutscher Handballspieler.
Sebastian Faißt begann 1992 beim TV Alpirsbach mit dem Handball. 2004 wechselte er zum TuS Schutterwald, 2007 zur HSG Konstanz und 2008 in die Handball-Bundesliga zum TSV Dormagen.  Mit der Junioren-Nationalmannschaft des DHB gewann Faißt bei der Europameisterschaft 2008 in Rumänien die Silbermedaille.
Der 1,94 m große rechte Rückraumspieler machte schon früh auf sich aufmerksam. Dabei profitierte er vor allem von seinen Einsätzen in der U21-Nationalmannschaft, beim Regionalligisten Konstanz konnte er sich gegen den Mannschaftskapitän Sebastian Seitner nicht durchsetzen. Dennoch holte ihn Dormagen in die Bundesliga. Schon in seinem ersten Bundesligaspiel zum Auftakt der Saison beim THW Kiel, einem überraschenden 28:28, konnte Faißt überzeugen und vier Tore erzielen. Es war der einzige Punktverlust der Kieler in der gesamten Vorrunde. Insgesamt erzielte Faißt 22 Tore in 20 Bundesligaspielen.
Während eines Spieles der deutschen U21-Nationalmannschaft am 3. März 2009 gegen die Schweiz war Faißt Kapitän und erzielte auch das erste Tor. Vier Minuten nach der Pause brach er nach einem Angriff beim Zurücklaufen ohne gegnerische Einwirkung zusammen. Trotz Wiederbelebungsmaßnahmen durch den Mannschaftsarzt Kurt Steuer und einen Notarzt konnte er nicht gerettet werden und starb eine Stunde später. Bei der Obduktion in Zürich wurde Herzversagen als Todesursache festgestellt. Faißt galt als eines der größten deutschen Handballtalente. Er starb vier Tage vor seinem 21. Geburtstag. Der Gewinn des Titels bei den Juniorenweltmeisterschaften wenige Monate später wurde ihm gewidmet.

## Belege
1. ↑  http://www.facebook.com/group.php?gid=71471531496
2. ↑  Sebastian Faißt wird Erstligist. 10. Juni 2008, abgerufen am 8. Juli 2023.
3. ↑  Junioren-Handballer Faißt stirbt bei Länderspiel. In: Westdeutsche Allgemeine Zeitung. Funke Mediengruppe, 4. März 2009, abgerufen am 8. Juli 2023 (deutsch).
4. ↑  Mit links ins Nationalteam. 21. November 2007, abgerufen am 8. Juli 2023.
5. ↑  Obduktionsbericht: Handballer Faißt starb an Herzversagen. In: Der Spiegel. 5. März 2009, ISSN 2195-1349 (spiegel.de [abgerufen am 8. Juli 2023]).
6. ↑  handball-world: #HandballHistory: Was wurde eigentlich ... aus den Junioren-Weltmeistern von 2009? Abgerufen am 8. Juli 2023.

| Personendaten    | Personendaten             |
| ---------------- | ------------------------- |
| NAME             | Faißt, Sebastian          |
| KURZBESCHREIBUNG | deutscher Handballspieler |
| GEBURTSDATUM     | 7. März 1988              |
| GEBURTSORT       | Aichhalden                |
| STERBEDATUM      | 3. März 2009              |
| STERBEORT        | Schaffhausen              |